# European Hernia Society
European Hernia Society (Europejskie Towarzystwo Przepuklinowe) – europejskie towarzystwo zrzeszającym lekarzy różnych specjalności w celu interdyscyplinarnego badania i leczenia przepuklin.
Z inicjatywy Jean-Paula Chevrela i jego przyjaciół w roku 1979 utworzona została GREPA – Grupa dla popierania i rozwoju chirurgii powłok jamy brzusznej. W skład grupy wchodzili początkowo francuscy chirurdzy, anatomowie, anestezjolodzy, radiolodzy i fizjolodzy, których celem było:
Promocja chirurgii ściany jamy brzusznej, badanie problemów anatomicznych, fizjologicznych i terapeutycznych związanych z patologią powłok brzusznych, stworzenie grup, które będą wspierały badanie i nauczanie w tej dziedzinie, oraz rozwój interdyscyplinarnych kontaktów.
Jean Loygue został pierwszym przewodniczącym stowarzyszenia. Pierwsze spotkanie grupy odbyło się w roku 1979 w Paryżu.
Przez pierwsze 10 lat grupa ta działała prywatnie, organizując dorocznie w Paryżu-Bobigny pod przewodnictwem Sekretarza Generalnego Chevrela warsztaty szkoleniowe. GREPA stopniowo z wewnątrzfrancuskiej grupy stała się grupą międzynarodową. Pierwszymi przyjętymi do stowarzyszenia chirurgami byli Włosi, po nich kolejno chirurdzy innych państw europejskich. Od roku 1997 wydawana jest „HERNIA” – czasopismo o przepuklinach i chirurgii powłok brzusznych, które stało się oficjalnym czasopismem GREPA i AHS (American Hernia Society). Wydawanie wspólnego czasopisma doprowadziło do ściślejszej współpracy chirurgów europejskich i amerykańskich.
W roku 1998 nazwa stowarzyszenia GREPA zmieniona została na European Hernia Society – GREPA.
W roku 1999 stowarzyszenie utworzyło stronę internetową »herniaweb.com«, która w roku 2002 zmieniona została na »www.herniaweb.org«.
W chwili obecnej (kwiecień 2012) EHS posiada następujące narodowe oddziały (w porządku alfabetycznym):
angielski, belgijski, bułgarski, francuski, grecki, hiszpański, holenderski, izraelski, niemiecki, polski, rosyjski, serbski, szwedzki, turecki, węgierski, włoski.
W roku 2005 EHS i AHS zapoczątkowały projekt pomocy chirurgicznej słabo rozwiniętym krajom pod nazwą Operation Hernia. W Takoradi w Ghanie, a następnie w Nigerii, Wybrzeżu Kości Słoniowej, Gambii, Kamerunie, Malawi, Mongolii, Ekwadorze, Peru i Mołdawii chirurdzy woluntariusze rekrutujący się z członków EHS i AHS operują potrzebujących pomocy pacjentów i służą radą lokalnym lekarzom. EHS i AHS obliczają, że w samej Afryce żyje 6,3 mln pacjentów z przepuklinami wymagającymi leczenia operacyjnego.
EHS organizuje corocznie międzynarodowe kongresy poświęcone tematyce przepuklin (International Congress of the European Hernia Society – GREPA) i corocznie w kooperacji z AHS spotkania specjalistów przepuklinowych (Annual EHS/AHSJoint Hernia Congress).